# Mitino (distrikt)
Mitino (bulgariska: Митино) är ett distrikt i Bulgarien.   Det ligger i kommunen Obsjtina Petritj och regionen Blagoevgrad, i den sydvästra delen av landet, 140 km söder om huvudstaden Sofia.
I omgivningarna runt Mitino växer i huvudsak lövfällande lövskog. Runt Mitino är det ganska glesbefolkat, med 21 invånare per kvadratkilometer.